# 히가시오타촌 (히로시마현)
히가시오타촌(일본어: 東大田村)은 일본 히로시마현 세라군에 있던 촌이다. 현재의 세라정의 일부에 해당한다. 